# Sergio Escudero Palomo
Sergio Escudero Palomo (Valladolid, 1989. szeptember 2. –) spanyol labdarúgó, a Valladolid hátvédje.

## Sikerei, díjai
FC Schalke 04
- Német labdarúgókupa: 2010–11
- Német labdarúgó-szuperkupa: 2011

Sevilla FC
- Európa-liga (2): 2015–2016, 2019–2020